# Softex-Aero
Softex-Aero — авіабудівельна компанія в місті Бровари. Заснована в 2010 році. Займається виготовленням вертольотів і літаків.

## Історія
Власником і засновником Softex-Aero є громадянин Ірану Фагіс Хошгард Аббас, що в 2010 році заснував авіабудівельну компанію в місті Бровари.
20 листопада 2012 року відбувся перший політ літака Softex V-24. Крейсерська швидкість літака складає в середньому 270 км/год, Softex V24 може виконувати безпосадочний переліт з чотирма пасажирами на борту на дальність до 1500 км і ідеально підходить для польотів середньої дальності. Крім того, дана модель передбачає установку додаткового паливного бака, що сприятиме збільшенню дальності польоту. 
В 2015 році компанія випустила свій перший вертоліт — V-52. Апарат вміщує пілота та може перевозити 4 пасажирів. Двигун вертольота потужністю в 370 к.с. дозволяє йому розганятися до 320 км/год. Вага вертольота становить 750 кг, а максимальна злітна маса — 1450 кг.
У вересні 2016 року українська компанія Softex-Aero представила свій новий проект — вертоліт VV-2. Літальний апарат оснащений двигуном TS 100 ZA виробництва чеської компанії PBS Velká Bíteš, який забезпечує потужність в 190 к.с. в крейсерському режимі і 245 к.с. в режимі зльоту/посадки. Вертоліт VV-2 здатний розвивати швидкість до 240 км/г, на борт він може брати до 380 кг вантажу. Сам же вертоліт важить 565 кг, а його максимальна злітна маса дорівнює 1100 кг. Літальний апарат вміщує 1 пілота і 1 пасажира, сидіння для них розташовані в тандемному порядку.
14 жовтня 2018 року в рамках міжнародної авіаційної виставки «Авіасвіт 2018» у Києві новий двомісний вертоліт V-22.
Крім вертольотів, Softex-Aero спеціалізується на виробництві легкомоторних літаків. В цілому, підприємство виконує повний цикл виробництва — від проектування до остаточного складання. Про саму ж компанії відомо небагато, оскільки керівництво Softex-Aero не надто прагне йти на контакт. 
Офіс компанії знаходиться в місті Бровари Київської області. Також у Softex-Aero є торгові представники в ОАЕ, США, Великій Британії та Південно-Східній Азії.

## Продукція
- Вертоліт V-52
- Вертоліт VV-2
- Вертоліт V-22
- Літак V-24
- Літак V-24L